# Богородская волость (Томский уезд)
Богоро́дская во́лость — административная единица в составе Томского уезда Томской губернии. Центром волости было село Богородское. Одно время была известна как Шегарская волость.

## Описание
Являлась одной из экономически развитых волостей Томского уезда, чему способствовало географическое положение: крупное административно-территориальное образование на Московско-Иркутском [гужевом] тракте на [левобережье] Оби перед Томском. Участок тракта от Каргата до Томска именовался как Шегарский тракт. От волостного центра, крупного купеческого и богатого православными храмами села Богородское, вдоль левобережья реки Оби, на юг — до Кожевниково, Колывани и Ново-Николаевска / Бердска, а также на север — до Нарымского края шли важные гужевые тракты. Волость была в центре перекрёстка сибирских трактов, волостной центр являлся крупной обской пристанью.
Волость существовала до 1925 года, когда в связи с административной реформы в РСФСР и ликвидацией губернии была преобразована в Богородский район, временное административно-территориальное образование, существовавшее в 1925−1930 гг. на территории более крупного административно-территориального образования Томский округ.
В декабре 1925 центр района перенесён в Бабарыкино — село, находящееся в 30 верстах [западнее] Богородского на берегу реки Шегарки.
Постановлением ВЦИК от 20 июня 1930 года Богородский район был ликвидирован, его земли вошли в состав вновь образованных Томского, Кожевниковского и Кривошеинского районов Томского округа. Затем район был восстановлен как современный Шегарский район.

## Территория в настоящее время
Территория бывшей волости, вместе с территориями соседних Бабарыкинской и Монастырской волостей, стала основой современного Шегарского района Томской области (административный центр и района и области — село Мельниково). Прежний волостной центр в советское время был переименован в село (ныне — исчезающая деревня) Старая Шегарка, так как административные органы и основные экономические и жилищные мощности были перенесены из затопляемой весенними разливами Оби на нагорную часть — в село Шегарка (ныне — Мельниково).

## Расположение
Волость объединяла сёла и деревни, преимущественно созданные более 300 лет назад казаками на пространстве от левобережья Оби до реки Шегарка. Располагалась в 50 верстах западнее Томска.
Волость граничила с волостями Томского уезда.
Окружение волости в 1900 году:
| северо-запад: Монастырская волость | север: Николаевская волость            | северо-восток: Петропавловская волость |
| запад: Бабарыкинская волость       | Богородская волость                    | восток: Нелюбинская волость            |
| юго-запад: Елгайская волость       | юг: Уртамская и Кожевниковская волости | юго-восток: тайга (у села Киреевское)  |